# Cadea blanoides
Espèce
Synonymes
- Amphisbaena punctata Bell, 1827
- Amphisbaena blanoides (Stejneger, 1916)

Cadea blanoides est une espèce d'amphisbènes de la famille des Cadeidae.

## Répartition
Cette espèce est endémique de l'île de Cuba.

## Publication originale
- Stejneger, 1916 : Notes on amphisbaenian nomenclature. Proceedings of the Biological Society of Washington, vol. 29, p. 85 (texte intégral).